# Deccan Chargers
Deccan Chargers foi um clube de críquete da Índia. Sua sede fica na cidade de Hyderabad. A equipe disputava a Indian Premier League. Seu estádio era o Rajiv Gandhi International Stadium que tem capacidade para 40.000 espectadores.
O time em 2012 foi colocado a venda pela Deccan Chronicle, quebrando termos de contrato com o conselho da Indian Premier League, que finalizou o contrato com os Chargers. Em 25 de outubro de 2012, a rede de TV indiana Sun Network ganhou os direitos e substituiu a equipe pelo Sunrisers Hyderabad

## Títulos
- Indian Premier League: (1) 2009